# Золотилово (Ивановская область)
Золотилово — село в Вичугском районе Ивановской области, входит в состав Октябрьского сельского поселения.

## География
Расположено на берегу реки Шохна в 20 км на северо-запад от райцентра города Вичуги. 

## История
В 1885 году в Золотилове был возведен старообрядцами молитвенный дом. Первым священником в нем стал отец Федор из рода Лакомкиных - старожилов Золотилово. Несмотря на легальное существование молитвенного дома, верующие опасались преследований, молились при закрытых окнах, а у дверей ставили сторожа. Не раз власти отбирали у старообрядцев богослужебные книги, иконы и священнические облачения. Род Лакомкиных дал старообрядческой иерархии двух владык. Один из них - Григорий (в монашестве Геронтий) стал епископом Петроградским и Тверским, в дальнейшем - Ярославским и Костромским. Георгий Лакомкин был пострижен в монашество под именем Геннадия и впоследствии стал епископом Донским. Епископы Геронтий и Геннадий не забывали свою Родину. Во многом благодаря их стараниям в Золотилове была построена в 1915 году каменная церковь с богатым иконостасом. В церкви, по воспоминаниям старожилов, был очень хороший хор. В годы Советской власти церковь была разрушена. 
В XIX — первой четверти XX века село являлось центром Золотиловской волости Нерехтского уезда Костромской губернии, с 1918 года — Иваново-Вознесенской губернии.
С 1924 года село являлось центром Золотиловского сельсовета Вичугского района Ивановской области, с 2009 года — в составе Октябрьского сельского поселения.

## Население
| 1872 | 1897 | 1907 | 2002 | 2010 |
| ---- | ---- | ---- | ---- | ---- |
| 364  | ↗374 | ↘369 | ↘332 | ↘227 |

## Инфраструктура
В селе имеются Золотиловская средняя общеобразовательная школа (открыта в 1985 году), дом культуры, фельдшерско-акушерский пункт, отделение почтовой связи.

## Достопримечательности
В селе расположена недействующая Церковь Василия Великого (1915).